# Bryana Salaz
Bryana Alicia Salaz, född 25 augusti 1997, är en amerikansk pop-singer-songwriter och skådespelare. Hon är mest känd för sin medverkan i tävlingsprogrammet The Voice säsong 7, som en del av Gwen Stefanis lag. Hon nådde topp 20.

## Filmografi
- Urban Cowboy som Anita - Osåld TV pilot
- Best Friends Whenever (2016) som Daisy - återkommande roll (säsong 2)
- Bizaardvark (2016) som Becky - Avsnitt: Best Friend Tag
- Lejonvakten (2019) som Anga (röst) - Huvudroll; 20 avsnitt
- Star vs. the Forces of Evil 2019 som Teen Meteora (röst) - Avsnitt: Gone Baby Gone
- Malibu Rescue: The Movie 2019 som Logan - Netflix film
- Malibu Rescue 2019 som Logan - Återkommande roll; 7 avsnitt
- Team Kaylie 2019–2020 som Kaylie Konrad - Huvudroll
- Freeridge tba som - TBA Huvudroll